# 佐々木里緒
佐々木 里緒（ささき りお、2004年9月17日 - ）は、大分県中津市出身の女子サッカー選手。マイナビ仙台レディース所属。ポジションはディフェンダー。サッカー日本女子代表。JFAアカデミー福島12期生。

## 経歴

### ユース
地元　大分のチームでプレーした後、2017年からJFAアカデミー福島でプレー。

### シニア
2023年2月、WEリーグに所属しているマイナビ仙台レディースに加入。同年3月5日、INAC神戸レオネッサ戦で左サイドバックで先発初出場した。

### 代表
2023年9月開催のアジア競技大会で日本代表（B代表）に選出された。
U-20日本女子代表として、2024年2月にウズベキスタンで行われたAFC U20女子アジアカップ2024の代表に選ばれ、同年9月開催の2024 FIFA U-20女子ワールドカップ代表にも選出された。
2025年3月27日、4月6日にヨドコウ桜スタジアムで行われるコロンビア戦の日本女子代表（なでしこジャパン）に初選出された。同試合で後半開始から途中出場でA代表デビューを果たした。

## 人物
出典：
- 好きな選手・憧れの選手に、日本代表・旗手怜央。
- 趣味は、ドラマやアニメを見ること
- 好きなファッションブランド・メーカーはマークゴンザレス
- 人見知り
- 座右の銘・好きな言葉は「我人に媚びず富貴を望まず」
- リフレッシュ方法は、 寝ること、好きなことをすること

## 個人成績

### クラブ
| クラブ                 | シーズン | リーグ         | 背番号 | リーグ戦 | リーグ戦 | カップ戦 | カップ戦 | リーグ杯 | リーグ杯 | AFC  | AFC  | 合計 | 合計 |
| クラブ                 | シーズン | リーグ         | 背番号 | 出場     | 得点     | 出場     | 得点     | 出場     | 得点     | 出場 | 得点 | 出場 | 得点 |
| ---------------------- | -------- | -------------- | ------ | -------- | -------- | -------- | -------- | -------- | -------- | ---- | ---- | ---- | ---- |
| JFAアカデミー福島      | 2017     | チャレンジEAST | 36     | 0        | 0        | 0        | 0        | —        | —        | —    | —    | 0    | 0    |
| JFAアカデミー福島      | 2018     | チャレンジEAST | 31     | 0        | 0        | 0        | 0        | —        | —        | —    | —    | 0    | 0    |
| JFAアカデミー福島      | 2019     | チャレンジEAST | 24     | 11       | 0        | 2        | 0        | —        | —        | -    | -    | 13   | 0    |
| JFAアカデミー福島      | 2020     | チャレンジEAST | 17     | 10       | 0        | 1        | 0        | —        | —        | —    | —    | 11   | 0    |
| JFAアカデミー福島      | 2022     | なでしこ2部    | 6      | 14       | 0        | 2        | 1        | —        | —        | —    | —    | 16   | 1    |
| JFAアカデミー福島      | 2022     | なでしこ2部    | 2      | 13       | 1        | 1        | 0        | —        | —        | —    | —    | 14   | 1    |
| JFAアカデミー福島      | 通算     | 通算           | 通算   | 48       | 1        | 6        | 1        | 0        | 0        | 0    | 0    | 54   | 2    |
| マイナビ仙台レディース | 2022-23  | WE             | 17     | 11       | 0        | 0        | 0        | 0        | 0        | —    | —    | 11   | 0    |
| マイナビ仙台レディース | 2023-24  | WE             | 17     | 14       | 1        | 0        | 0        | 2        | 0        | -    | -    | 16   | 1    |
| マイナビ仙台レディース | 2024-25  | WE             | 17     | 18       | 0        | 2        | 0        | 2        | 0        | -    | -    | 22   | 0    |
| マイナビ仙台レディース | 通算     | 通算           | 通算   | 43       | 1        | 2        | 0        | 4        | 0        | 0    | 0    | 49   | 1    |
| 通算                   | 日本     | 日本           | 1部    | 43       | 1        | 2        | 0        | 4        | 0        | 0    | 0    | 49   | 1    |
| 通算                   | 日本     | 日本           | 3部    | 48       | 1        | 6        | 1        | 0        | 0        | 0    | 0    | 54   | 2    |
| 総通算                 | 総通算   | 総通算         | 総通算 | 91       | 2        | 8        | 1        | 4        | 0        | 0    | 0    | 103  | 3    |

- 日本女子サッカーリーグ
  - 初出場 - 2019年4月28日 チャレンジリーグEAST 第3節 FC十文字VENTUS戦 (十文字学園女子大学サッカーグラウンド)[10]
  - 初得点 - 2022年5月15日 なでしこリーグ2部 第8節 吉備国際大学Charme岡山高梁戦 (時之栖スポーツセンター裾野グラウンド天然芝)[10]

- WEリーグ
  - 初出場 - 2023年3月5日 第9節 INAC神戸レオネッサ戦 (ユアテックスタジアム仙台)[11]
  - 初得点 - 2024年3月23日 第12節 ちふれASエルフェン埼玉戦 (ユアテックスタジアム仙台)[11]

### 代表
- 2025年4月6日  - 日本代表初出場 -  コロンビア戦 （国際親善試合、ヨドコウ桜スタジアム）

#### 主な出場歴
- 日本女子代表
  - 2023年 - 2022年アジア競技大会（B代表）

- U-20日本女子代表
  - 2024年 - AFC U20女子アジアカップ
  - 2024年 - FIFA U-20女子ワールドカップ

#### 試合数
| 日本代表 | 国際Aマッチ | 国際Aマッチ |
| 年       | 出場        | 得点        |
| -------- | ----------- | ----------- |
| 2025     | 1           | 0           |
| 通算     | 1           | 0           |

2025年4月6日現在

#### 出場試合
| 出場試合一覧 | 出場試合一覧 | 出場試合一覧 | 出場試合一覧         | 出場試合一覧 | 出場試合一覧 | 出場試合一覧       | 出場試合一覧 | 出場試合一覧 |
| #            | 開催日       | 開催都市     | スタジアム           | 対戦国       | 結果         | 監督               | 大会         | 出典         |
| ------------ | ------------ | ------------ | -------------------- | ------------ | ------------ | ------------------ | ------------ | ------------ |
| 1.           | 2025年4月6日 | 大阪         | ヨドコウ桜スタジアム | コロンビア   | △ 1-1        | ニルス・ニールセン | 国際親善試合 | [ 12 ]       |

## タイトル

### 代表
- 日本女子代表
  - アジア競技大会: 1回 (2023[注釈 1])